# بيت باومغارتنر
بيت باومغارتنر (بالألمانية: Beate Baumgartner)‏ هي مغنية نمساوية، ولدت في 9 مايو 1983 في ويندهوك في ناميبيا.